# Орашац (Дубровник)
Орашац је насељено место у саставу града Дубровника, Дубровачко-неретванска жупанија, Република Хрватска.

## Историја
До територијалне реорганизације у Хрватској налазио се у саставу старе општине Дубровник. У Орашцу је жупник био Андро Мурат, Србин католик.

## Становништво
На попису становништва 2011. године, Орашац је имао 631 становника.
| Број становника по пописима | Број становника по пописима | Број становника по пописима | Број становника по пописима | Број становника по пописима | Број становника по пописима | Број становника по пописима | Број становника по пописима | Број становника по пописима | Број становника по пописима | Број становника по пописима | Број становника по пописима | Број становника по пописима | Број становника по пописима | Број становника по пописима | Број становника по пописима |
| --------------------------- | --------------------------- | --------------------------- | --------------------------- | --------------------------- | --------------------------- | --------------------------- | --------------------------- | --------------------------- | --------------------------- | --------------------------- | --------------------------- | --------------------------- | --------------------------- | --------------------------- | --------------------------- |
| 1857                        | 1869                        | 1880                        | 1890                        | 1900                        | 1910                        | 1921                        | 1931                        | 1948                        | 1953                        | 1961                        | 1971                        | 1981                        | 1991                        | 2001                        | 2011                        |
| 888                         | 849                         | 846                         | 794                         | 701                         | 697                         | 596                         | 506                         | 463                         | 464                         | 461                         | 458                         | 456                         | 515                         | 546                         | 631                         |

Напомена: Од 1857. до 1971. садржи податке за бивше насеље Пољице које је 1900, 1910. и 1948. исказивано као насеље.

### Попис1991.
На попису становништва 1991. године, насељено место Орашац је имало 515 становника, следећег националног састава:
| Попис 1991.‍  | Попис 1991.‍  | Попис 1991.‍ | Попис 1991.‍ | Попис 1991.‍ |
| ------------ | ------------ | ----------- | ----------- | ----------- |
|              |              |             |             |             |
| Хрвати       | Хрвати       |             | 466         | 90,48%      |
| Срби         | Срби         |             | 15          | 2,91%       |
| Југословени  | Југословени  |             | 5           | 0,97%       |
| Муслимани    | Муслимани    |             | 4           | 0,77%       |
| Црногорци    | Црногорци    |             | 2           | 0,38%       |
| Немци        | Немци        |             | 1           | 0,19%       |
| неопредељени | неопредељени |             | 2           | 0,38%       |
| регион. опр. | регион. опр. |             | 2           | 0,38%       |
| непознато    | непознато    |             | 18          | 3,49%       |
| укупно: 515  |              |             |             |             |